# Conde de Sandomil
Os condes de Sandomil pertenciam a uma das mais nobres famílias de Portugal, pois era a mesma dos duques de Aveiro, marqueses de Fronteira, de Gouveia e de Alorna; condes da Torre, de Assumar, conde de Alva e conde de Coculim.
O título seria dado por carta de 12 de Março de 1720 redigida por D. João V a Pedro Mascarenhas.
Os condes de Sandomil tinham por armas: em campo de púrpura três faxas de ouro; timbre, um leão também de púrpura, armado e lampassado de ouro.
Usaram o título
1. Pedro Mascarenhas;
2. Fernando Xavier de Miranda Henriques (n.e. 1706), sobrinho do precedente;[2]
3. Luís José Xavier de Miranda Henriques (n.e. 1726 – † em 1793), filho do precedente.[2]